# Sunikot
Sunikot (nep. सुनिकोट) – gaun wikas samiti w zachodniej części Nepalu w strefie Seti w dystrykcie Bajhang. Według nepalskiego spisu powszechnego z 2011 roku liczył on 371 gospodarstw domowych i 2074 mieszkańców (1134 kobiety i 940 mężczyzn).